# 下村基治
下村 基治（しもむら もとはる、12月25日 - ）は男性声優。

## 人物
青二塾大阪校第17期生卒業。
以前は青二プロダクションに所属していた。
方言は関西弁。

## 出演作品

### テレビアニメ
2002年
- ONE PIECE（海兵A、海兵）

2003年
- エアマスター（ギャラリー、山本、青年A）
- 爆転シュート ベイブレードGレボリューション（猛獣使い、サーカス団員B）
- PAPUWA（ガンマ団員A）

2004年
- B-伝説! バトルビーダマン（客）
- ONE PIECE（市民、海賊）

### OVA
2002年
- I'll/CKBC（選手C、他校の生徒B）
- サクラ大戦 神崎すみれ 引退記念 す・み・れ（警官A、特務隊）

2003年
- 機動新撰組 萌えよ剣（巡査A）
- KINGDOM OF ChAOS BORN TO KILL（ムゲン）
- サクラ大戦 エコール・ド・巴里（観客）

2004年
- 土方歳三 白の軌跡（新選組隊士B）

### ゲーム
2002年
- 剣豪2

2003年
- 三國志戦記2（曹洪）
- 真・三國無双3（馬謖、豪将〈老〉）
- 真・三國無双3猛将伝（馬謖、智将）

2004年
- 真・三國無双3Empires（馬謖、智将）
- 真・三國無双（武将1）※PSP

### ドラマCD
2002年
- ドラマCD テイルズリング アーカイブ EPIC TWO〜英雄の飛翔〜（その他）

2003年
- 百鬼夜行抄 第2巻「闇からの呼び声」（藤原勝也）